# 吴跃 (1961年)
吴跃（1961年—），浙江丽水人，汉族，中华人民共和国政治人物，中国银监会信息中心主任。中国共产党党员，第十一届全国人民代表大会吉林地区代表。
毕业于湖南师范大学党史专业。2008年起担任全国人大代表。